# Saint-Secondin
 Saint-Secondin  es una población y comuna francesa, situada en la región de Poitou-Charentes, departamento de Vienne, en el distrito de Montmorillon y cantón de Gençay.

## Demografía
| 749 | 729 | 647 | 565 | 525 | 508 |
| Para los censos de 1962 a 1999 la población legal corresponde a la población sin duplicidades (Fuente: INSEE [Consultar]) |     |     |     |     |     |